# Lycophidion pygmaeum
Lycophidion pygmaeum (мала вовча змія) — вид змій родини Lamprophiidae. Мешкає в Південній Африці.

## Поширення і екологія
Малі вовчі змії мешкають на північному сході провінції Квазулу-Наталь в ПАР, а також на крайньому півдні Мозамбіку. Вони живуть в лісах, на луках та на плантаціях.